# Chevau-léger

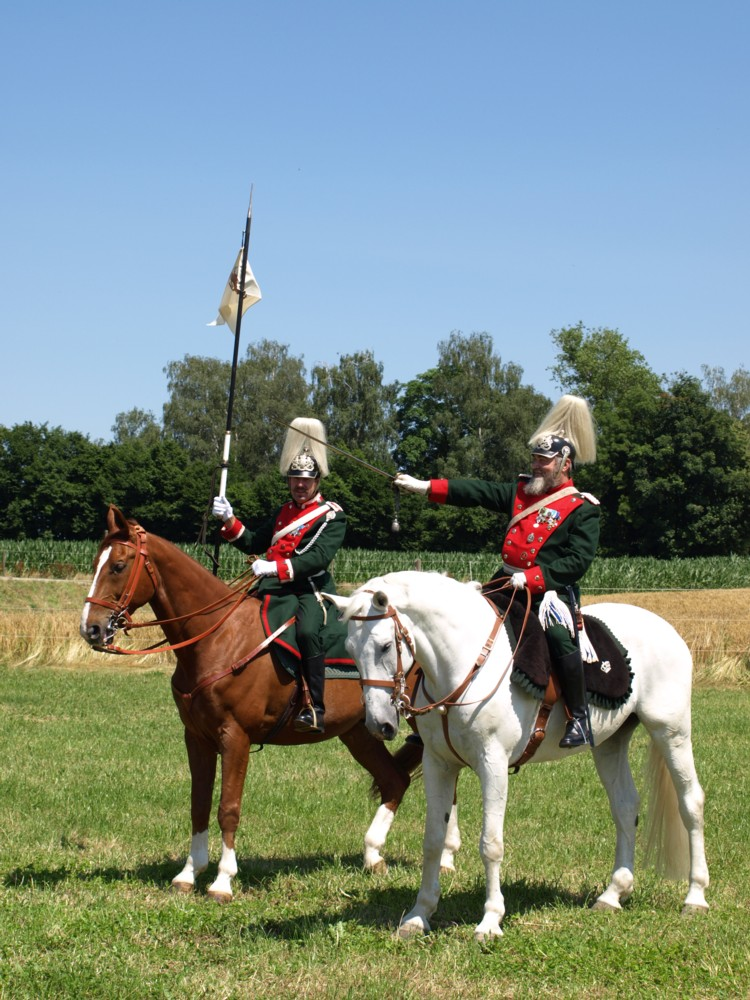
Chevau-léger

De chevau-léger (uit het het Frans cheval-paard en léger - licht) was de algemene naam voor verscheidene eenheden lichte cavalerie, ongeveer gelijk aan de lansiers in de legers van andere staten tijdens de napoleontische oorlogen.
Hun geschiedenis begon in de late 15e en vroege 16e eeuw, toen de Franse zware cavalerie een grote reorganisatie kende. Aanvankelijk waren de compagnieën de 'gendarmes' (volledig bepantserde infanterie) samen met de lichtere 'coutiliers' en de boogschutters. Na een tijdje werd de lichte cavalerie meer en meer in onafhankelijke formaties van middelzware cavalerie geplaatst, de middelzware cavalerie droeg lichtere bepantsering en veel kortere lansen dan de gendarmes. Deze cavalerie kreeg uiteindelijk de naam chevaux légeres. Dezelfde ontwikkeling vond plaats in het Oostenrijkse en Spaanse leger met de groei van de caballería ligera-formaties.